# Edificio Safico
El Edificio Safico se encuentra en la Avenida Corrientes N° 456, en la ciudad de Buenos Aires, Argentina.
Fue diseñado y construido bajo la dirección del ingeniero suizo Walter Moll, por encargo de la Sociedad Anónima, Financiera y Comercial (Safico). Comenzó a construirse en 1932 y las obras tomaron 9 meses, siendo habilitado en 1934. 
El Safico fue edificado de acuerdo a una serie de normativas municipales. La primera de ellas fue la ordenanza que obligaba a que las nuevas construcciones sobre la calle Corrientes fueran levantadas unos metros atrás de la línea de edificación, contemplando el ensanche para transformarla en avenida que recién pudo concluirse en 1936. La segunda era el Reglamento General de Construcciones (1928) que limitaba la altura del frente del edificio a unos 40 metros (en proporción con el futuro ancho de la avenida Corrientes de 26 metros), y desde esa altura se edificó en torre escalonada hasta los 90 metros de altura.
El edificio posee 3 subsuelos (2 de estacionamiento y el más profundo como sala de máquinas y calefacción), planta baja, 10 pisos en bloque y 15 pisos en torre escalonada. El Safico fue en su momento el edificio de viviendas más alto de Argentina. Los últimos 3 pisos fueron construidos como un solo departamento, por encargo de uno de los directores de la Safico, que se mudó a vivir allí. Más tarde, ese triplex, también llamado "departamento 321" sería ocupado por diversos personajes célebres, como Pablo Neruda bajo el cargo de Vicecónsul de Chile.
En el terreno contiguo al Safico existía un antiguo edificio, demolido en la década de 1970. El gran solar que quedó fue utilizado un tiempo como estacionamiento, hasta que en 1979 se construyó el Edificio Bank of Tokyo (hoy sede de OSDE). En ese momento, se tomó la decisión de dejar parte del terreno sin edificar, y se transformó en la Plazoleta San Nicolás, que posee una sede de la Policía Federal orientada a los turistas. La existencia de este pequeño espacio verde permitió enfatizar al Safico como no había ocurrido cuando existía la antigua construcción vecina. Desde ese momento, la torre escalonada puede verse a la distancia, y se aprecia en todo su desarrollo desde el nivel de la calle.
El SAFICO es hoy en día ocupado por diversas oficinas de agencias de noticias extranjeras con sede en la Argentina.

## Imágenes

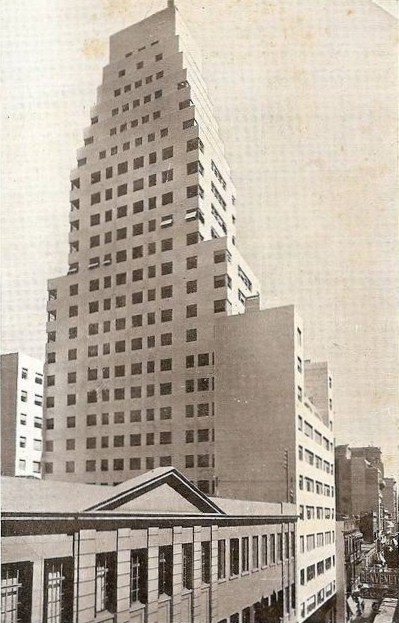
El Safico en 1934
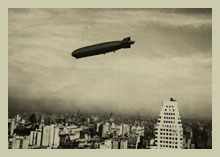
Graf Zeppelin sobre el Safico
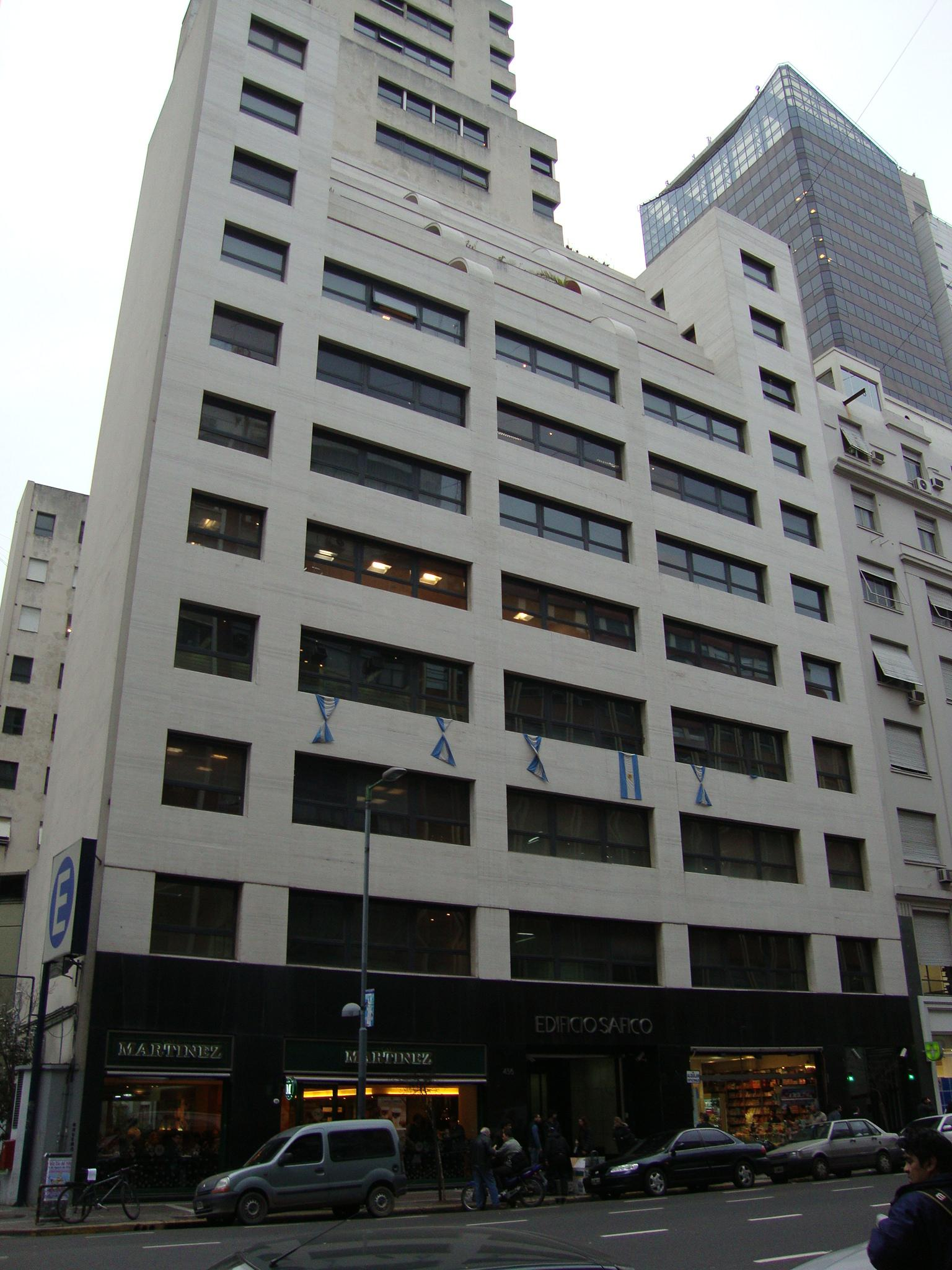
Fachada a la Av. Corrientes
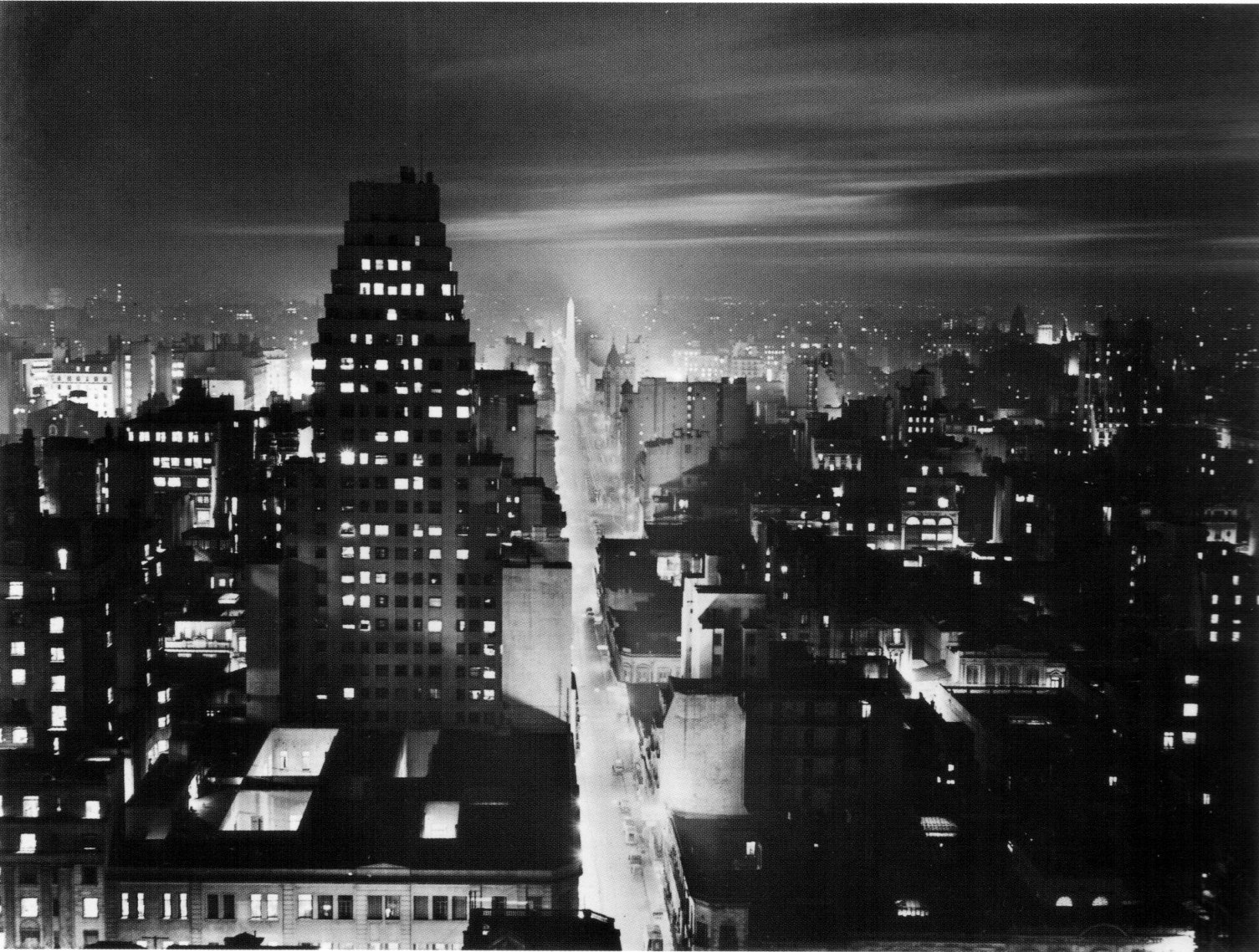
El Safico recortado en una foto nocturna de Corrientes en 1936
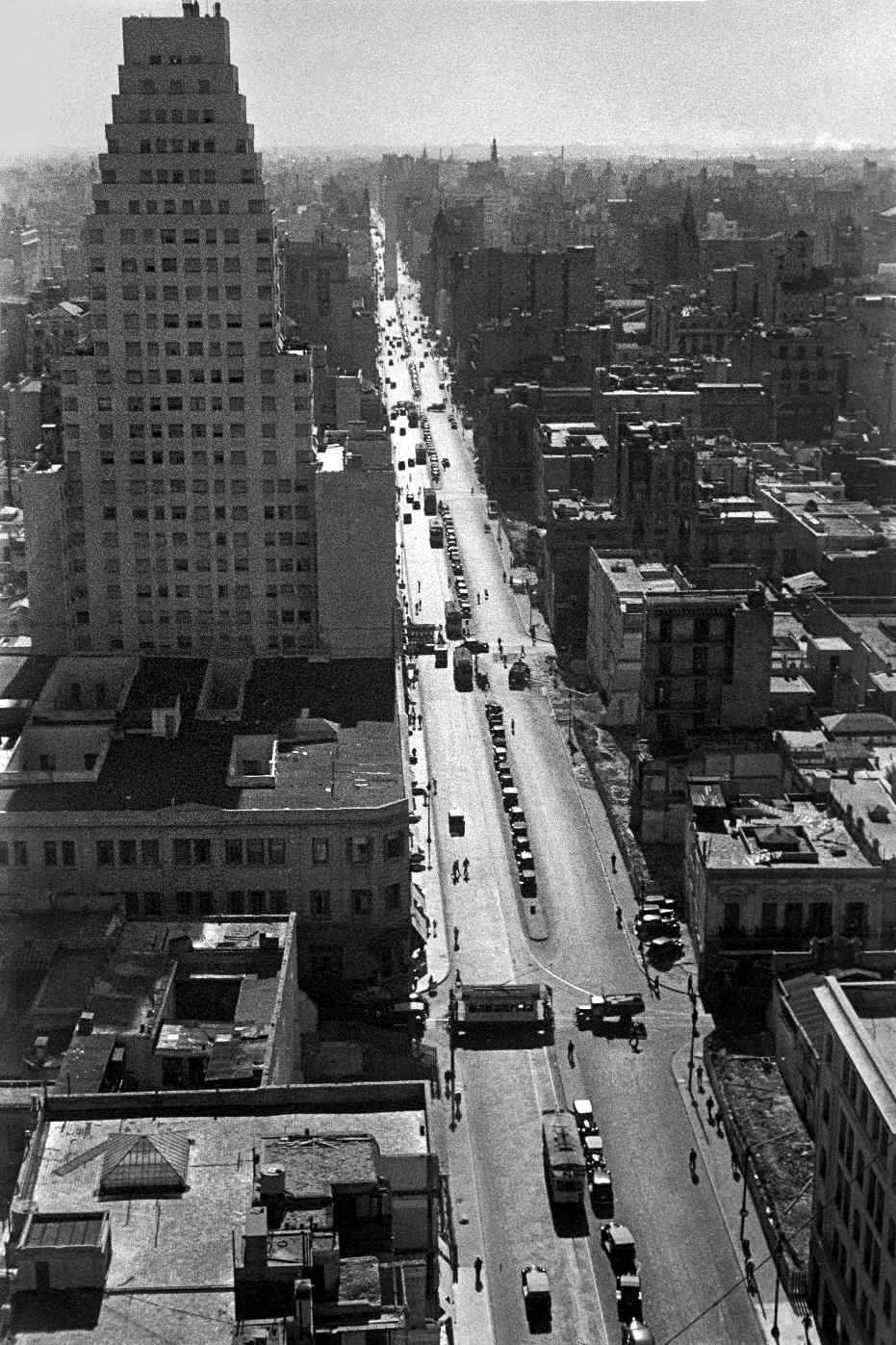
Una vista similar diurna, 1936